# Luigi Gualdo
Luigi Gualdo, född den 9 februari 1844 i Milano, död den 15 maj 1898 i Paris, var en italiensk författare.
Gualdo skrev på franska romanerna Une ressemblance (1874) och Le mariage excentrique (1879), på italienska novellerna La gran rivale och Costanza Gerardi samt dikter, som samlades under titeln Le nostalgie (1882).

## Fotnoter
1. ↑  Bibliothèque nationale de France, BnF Catalogue général : öppen dataplattform, id-nummer i Frankrikes nationalbiblioteks katalog: 12026176t.[källa från Wikidata]
2. 1 2 3 4 5  arkiv Storico Ricordi, Archivio Storico Ricordi person-ID: 2073, läst: 3 december 2020.[källa från Wikidata]